# Xavier Pellicer i Pareja
Xavier Pellicer i Pareja   (Sabadell, 14 de gener de 1983) és un jurista i activista polític català, que exerceix de portaveu de l'organització antirepressiva Alerta Solidària.

## Trajectòria
Pellicer es llicencià en Sociologia a la Universitat Autònoma de Barcelona i, posteriorment es graduà en Dret a la Universitat Oberta de Catalunya. ha desenvolupat el seu activisme polític en espais com el Casal Can Capablanca, el Moviment Popular de Sabadell i, antigament, al moviment estudiantil de l'institut i de la UAB, així com a l'Assemblea d'Okupes de Sabadell, de la qual fou portaveu.
A nivell antirepressiu, des de 2003 forma part del col·lectiu d'advocats en defensa de causes polítiques Alerta Solidària, i n'exerceix el càrrec de portaveu des del juny de 2012, com a mínim. Algunes de les campanyes de defensa en les que hi participà foren a partidaris del procés independentista català, com ara els membres dels Comitès de Defensa de la República (CDR) detinguts i empresonats durant el setembre de 2019, a la denominada Operació Judes. En aquest sentit, en el marc de les protestes contra la sentència del judici de l'esmentat procés, també organitzà l'estratègia defensiva d'activistes independentistes acusats per la Generalitat de Catalunya, amb peticions elevades de penes de presó.
A nivell institucional milita a la Candidatura d'Unitat Popular de Sabadell i, per tant, membre integrant de la coalició local Crida per Sabadell, de la qual exercí de portaveu. També formà part, l'any 2015, de la delegació que negocià la formació de govern municipal amb ERC i, posteriorment, amb dues candidatures més vinculades a l'òrbita dels comuns. L'any 2016 participà en la creació del web Dinersifavors.cat, per tal de recopilar dades i informació dels casos de corrupció succeïts en governs anterior, com ara el cas Mercuri o el cas Ca n'Alzina. A les eleccions al Parlament de Catalunya de 2017 concorregué en el 45è lloc de la llista de la Candidatura d'Unitat Popular - Crida Constituent per la circumscripció de Barcelona. Als comicis següents, les eleccions al Parlament de Catalunya de 2021, se situà en el 4t lloc de la llista de la Candidatura d'Unitat Popular - Un nou cicle per guanyar per la circumscripció de Barcelona.